# Pang Chol-mi
Dans ce nom coréen, le nom de famille, Pang, précède le nom personnel.
Pang Chol-mi est une boxeuse nord-coréenne née le 26 août 1994 à Chongju.

## Carrière
Aux championnats d'Asie de Hô-Chi-Minh-Ville en 2017, elle remporte la médaille de bronze dans la catégorie des moins de 51 kg.
L'année suivante, elle est cette fois-ci médaillée d'argent dans cette même catégorie aux Jeux asiatiques s'inclinant en finale face à la Chinoise Chang Yuan ; en novembre, elle participe aux championnats du monde à New Delhi et remporte le titre avec une victoire 5 à 0 face à la Kazakh Zhaina Shekerbekova.
En 2019, elle conquiert le titre continental aux championnats d'Asie de Bangkok mais laisse sa couronne mondiale lors des mondiaux d'Ulan-Ude à la Russe Liliya Aetbaeva, qui l'a battue en demi-finale (elle se contente du bronze).
La Corée du Nord boycotte les Jeux olympiques de Tokyo en 2021 et elle ne peut pas tenter le sacre olympique.
Elle passe dans la catégorie supérieure des poids coqs puis elle reporte notamment le titre lors des Jeux asiatiques de 2022 qui se sont tenus à l'automne 2023 avec une victoire face à la Chinoise Chang Yuan (elle aussi passée en catégorie supérieure), synonyme de revanche de 2018. Avec ce succès, elle est cette fois-ci qualifiée pour les Jeux olympiques 2024.